# レディオパワープロジェクト
株式会社レディオパワープロジェクト（英文社名：RADIO POWER PROJECT Incorporated）は、東京都渋谷区神宮前にある、ラジオ番組制作会社。愛称は「レディパ」。

## 沿革
- 1988年 文化放送アナウンサーだった大野勢太郎が退社し株式会社サンズトラストとして、港区六本木に設立
- 1990年 WARMING-UP MUSIC 放送開始
- 1993年 POWER UP THE J-LEAGUE（のちのFUNFUN SOCCERの前身）放送開始
- 1996年 有限会社サンズトラストに組織変更
- 2001年 株式会社レディオパワープロジェクトに社名変更
- 2001年 勢太郎、『浦和REDSの真実2002』を出版
- 2002年 PCサイト版『REDS PRESS』開始
- 2003年 本社を港区麻布十番に移転
- 2004年 モバイル版『REDS PRESS』開始
- 2005年『REDSPON 05』（埼玉スタジアム2002などに設置されているガシャポン。毎年違うデザインが発売されている。）販売開始
- 2007年 本社をさいたま市浦和区に移転
- 2008年 「セイタロー&ケイザブロー おとこラジオ」放送開始
- 2010年 「大野勢太郎 HYPER RADIO」・「OKINAWA LIFE ～楽園日和～」放送開始
- 2014年 「早見優のハッピープロジェクト〜笑顔満開〜」放送開始
- 2015年 ラジオアプリ「勢太郎の海賊ラジオ」放送開始
- 2016年 「浦和レッズ槙野智章 マキスタ～頑張る時は、いつも今！」・「大野勢太郎の楽園ラジオ〜パワー全開!!〜」放送開始
- 2020年 「THE SEITARO★RADIO SHOW 1700」放送開始

## 現在の制作番組
すべてNACK5
- THE SEITARO★RADIO SHOW 1700 （月～木 17:00-17:50）

- 浦和レッズ槙野智章 マキスタ～頑張る時は、いつも今！（土 9:10-9:20）※Saturday Morning Radio おびハピ 内

## 過去の制作番組
すべてNACK5
- OKINAWA LIFE ～楽園日和～ 2013年10月末終了
- 浦和レッズ槙野智章 プロフェッショナルへの道～マキスタ～ 2013年10月～2014年2月
- スポファイ(夕焼けシャトル内コーナー) 2014年3月末終了
- 早見優のハッピープロジェクト〜笑顔満開〜 2016年3月末終了
- FUNFUN SOCCER 1998年～2016年9月
- WARMING-UP MUSIC→大野勢太郎 HYPER RADIO 1999年4月～2016年9月
- セイタロー&ケイザブロー おとこラジオ 2008年10月～2016年9月
- 大野勢太郎の楽園ラジオ〜パワー全開!!〜（土 8:00-15:00 ）2016年10月～2020年3月

## ラジオアプリ
- 勢太郎の海賊ラジオ

## 浦和レッズ関連事業
浦和レッズ関連の事業として、レッズ関連情報サイト「レッズプレス!!」を運営している。また、前述の「REDSPON」やレッズの公式カタログなど、レッズ関連商品の企画やデザインも手がけている。